# Río Izana
Río Izana är ett vattendrag i Spanien.   Det ligger i provinsen Provincia de Soria och regionen Kastilien och Leon, i den centrala delen av landet, 150 km nordost om huvudstaden Madrid.